# Le Mazeau
Le Mazeau ist eine französische Gemeinde mit 457 Einwohnern (Stand: 1. Januar 2022) im Département Vendée, in der Région Pays de la Loire. Saint-Sigismond gehört zum Arrondissement Fontenay-le-Comte und zum Kanton Fontenay-le-Comte (bis 2015: Kanton Maillezais). Die Einwohner werden Mazéens genannt.

## Lage
Le Mazeau liegt etwa 17 Kilometer westlich von Niort im Marais Poitevin und dem Venise Verte. Der Sèvre Niortaise begrenzt die Gemeinde im Süden. Das Gemeindegebiet gehört zum Regionalen Naturpark Marais Poitevin. Umgeben wird Le Mazeau von den Nachbargemeinden Benet im Norden und Osten, Le Vanneau-Irleau im Süden und Südosten, Arçais im Süden sowie Saint-Sigismond im Westen und Nordwesten.

## Bevölkerungsentwicklung
| 1962                      | 1968 | 1975 | 1982 | 1990 | 1999 | 2006 | 2013 |
| 546                       | 536  | 508  | 504  | 463  | 439  | 432  | 454  |
| Quelle: Cassini und INSEE |      |      |      |      |      |      |      |

## Sehenswürdigkeiten

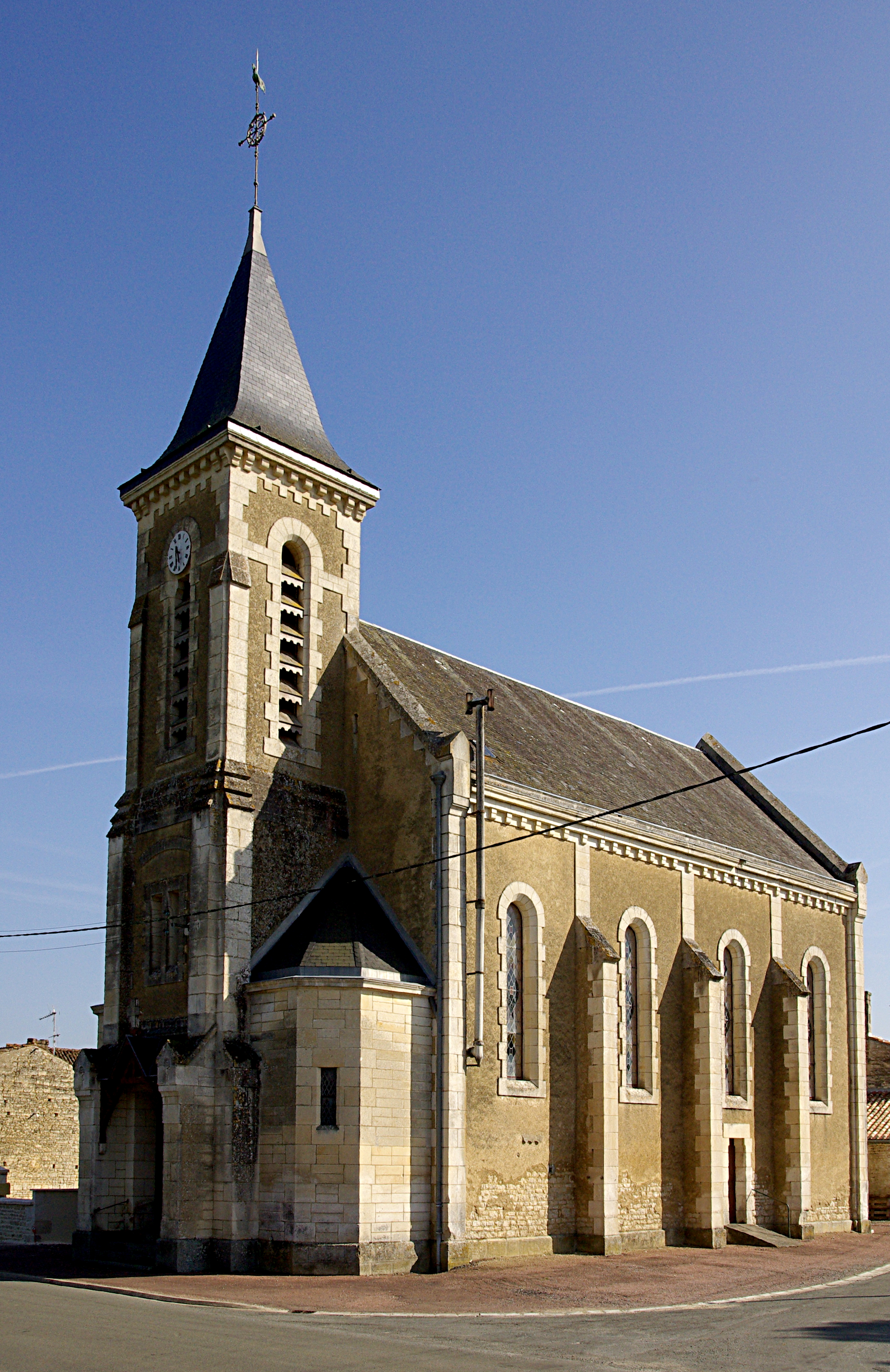
Kirche Immaculée-Conception

- Kirche Immaculée-Conception